# Palanutsaari (ö i Norra Karelen, Mellersta Karelen, lat 62,03, long 29,78)
Palanutsaari är en ö i Finland. Den ligger i sjön Suuri-Nivunki och i kommunen Kides i den ekonomiska regionen  Mellersta Karelens ekonomiska region  och landskapet Norra Karelen, i den sydöstra delen av landet, 300 km nordost om huvudstaden Helsingfors. Öns area är 1,9 hektar och dess största längd är 220 meter i öst-västlig riktning.